# Saturn Award für den besten Animationsfilm
Folgende Filme haben den Saturn Award für den besten Animationsfilm gewonnen:
| Jahr | Film                                     | Weitere Nominierungen |
| ---- | ---------------------------------------- | --- |
| 2003 | Chihiros Reise ins Zauberland            | Ice Age Lilo & Stitch Der Schatzplanet                                                                                                  |
| 2004 | Findet Nemo                              | Bärenbrüder Looney Tunes: Back in Action Sinbad – Der Herr der sieben Meere                                                             |
| 2005 | Die Unglaublichen                        | Der Polarexpress Große Haie – Kleine Fische Shrek 2 – Der tollkühne Held kehrt zurück                                                   |
| 2006 | Corpse Bride – Hochzeit mit einer Leiche | Himmel und Huhn Das wandelnde Schloss Die Rotkäppchen-Verschwörung Madagascar Wallace & Gromit – Auf der Jagd nach dem Riesenkaninchen  |
| 2007 | Cars                                     | Flutsch und weg Happy Feet Monster House Ab durch die Hecke A Scanner Darkly – Der dunkle Schirm                                        |
| 2008 | Ratatouille                              | Die Legende von Beowulf Triff die Robinsons Shrek der Dritte Die Simpsons – Der Film Könige der Wellen                                  |
| 2009 | WALL·E – Der Letzte räumt die Erde auf   | Bolt – Ein Hund für alle Fälle Horton hört ein Hu! Kung Fu Panda Madagascar 2 Star Wars: The Clone Wars                                 |
| 2010 | Monsters vs. Aliens                      | Der fantastische Mr. Fox Disneys Eine Weihnachtsgeschichte Ice Age 3 – Die Dinosaurier sind los Küss den Frosch Oben                    |
| 2011 | Toy Story 3                              | Die Legende der Wächter Drachenzähmen leicht gemacht Für immer Shrek Ich – Einfach unverbesserlich Rapunzel – Neu verföhnt              |
| 2012 | Der gestiefelte Kater                    | Rango Die Abenteuer von Tim und Struppi – Das Geheimnis der Einhorn Cars 2 Rio Kung Fu Panda 2                                          |
| 2013 | Frankenweenie                            | Merida – Legende der Highlands ParaNorman Ralph reichts                                                                                 |
| 2014 | Die Eiskönigin – Völlig unverfroren      | Ich – Einfach unverbesserlich 2 Der Mohnblumenberg Die Monster Uni                                                                      |
| 2015 | The LEGO Movie                           | Baymax – Riesiges Robowabohu Die Boxtrolls Drachenzähmen leicht gemacht 2 Wie der Wind sich hebt                                        |
| 2016 | Alles steht Kopf                         | Anomalisa Arlo & Spot Kung Fu Panda 3 Minions Erinnerungen an Marnie                                                                    |
| 2017 | Findet Dorie                             | Kingsglaive: Final Fantasy XV Sing Trolls Vaiana Zoomania                                                                               |
| 2018 | Coco – Lebendiger als das Leben!         | Cars 3: Evolution Ich – Einfach unverbesserlich 3 The Boss Baby Your Name. – Gestern, heute und für immer                               |
| 2019 | Spider-Man: A New Universe               | Der Grinch Drachenzähmen leicht gemacht 3: Die geheime Welt Die Unglaublichen 2 Chaos im Netz A Toy Story: Alles hört auf kein Kommando |
| 2021 | Onward: Keine halben Sachen              | Everest – Ein Yeti will hoch hinaus Die Addams Family Die Eiskönigin II Spione Undercover – Eine wilde Verwandlung Trolls: World Tour   |
| 2022 | Marcel the Shell with Shoes On           | Die Addams Family 2 Encanto Lightyear Luca Minions – Auf der Suche nach dem Mini-Boss                                                   |
| 2024 | Spider-Man: Across the Spider-Verse      | Elemental Der gestiefelte Kater: Der letzte Wunsch Der Super Mario Bros. Film Suzume Teenage Mutant Ninja Turtles: Mutant Mayhem        |
| 2025 | Der wilde Roboter                        | Der Junge und der Reiher Ich – Einfach unverbesserlich 4 Alles steht Kopf 2 Kung Fu Panda 4 Spy x Family Code: White Transformers One   |